# Total Cube
Total Cube était un magazine de jeux vidéo intégralement consacré à la console GameCube de Nintendo. Au cours de son existence, 21 numéros virent le jour, ainsi que quelques hors-série consacrés aux solutions,.